# Cantone di Athis-de-l'Orne
Il Cantone di Athis-de-l'Orne è una divisione amministrativa dell'Arrondissement di Argentan.
A seguito della riforma approvata con decreto del 25 febbraio 2014, che ha avuto attuazione dopo le elezioni dipartimentali del 2015, è passato da 15 a 45 comuni.

## Composizione
I 15 comuni facenti parte prima della riforma del 2014 erano:
- Athis-de-l'Orne
- Berjou
- Bréel
- Cahan
- La Carneille
- Durcet
- La Lande-Saint-Siméon
- Ménil-Hubert-sur-Orne
- Notre-Dame-du-Rocher
- Ronfeugerai
- Sainte-Honorine-la-Chardonne
- Saint-Pierre-du-Regard
- Ségrie-Fontaine
- Taillebois
- Les Tourailles

Dal 2015 i comuni appartenenti al cantone sono i seguenti 45:
- Athis-de-l'Orne
- Bazoches-au-Houlme
- Berjou
- Bréel
- Briouze
- Cahan
- La Carneille
- Champcerie
- Chênedouit
- Craménil
- Durcet
- Faverolles
- La Forêt-Auvray
- La Fresnaye-au-Sauvage
- Giel-Courteilles
- Le Grais
- Habloville
- La Lande-Saint-Siméon
- Lignou
- Le Ménil-de-Briouze
- Ménil-Gondouin
- Ménil-Hermei
- Ménil-Hubert-sur-Orne
- Ménil-Jean
- Ménil-Vin
- Montreuil-au-Houlme
- Neuvy-au-Houlme
- Notre-Dame-du-Rocher
- Pointel
- Putanges-Pont-Écrepin
- Rabodanges
- Ronfeugerai
- Les Rotours
- Saint-André-de-Briouze
- Saint-Aubert-sur-Orne
- Saint-Hilaire-de-Briouze
- Saint-Philbert-sur-Orne
- Sainte-Croix-sur-Orne
- Sainte-Honorine-la-Chardonne
- Sainte-Honorine-la-Guillaume
- Sainte-Opportune
- Ségrie-Fontaine
- Taillebois
- Les Tourailles
- Les Yveteaux